# 设计模式：可复用面向对象软件的基础
《设计模式：可复用面向对象软件的基础》（Design Patterns: Elements of Reusable Object-Oriented Software）是软件工程领域有关设计模式的一本书，提出和总结了对于一些常见软件设计问题的标准解决方案，称为软件设计模式。该书作者是埃里希·伽瑪（Erich Gamma）、Richard Helm、Ralph Johnson和John Vlissides，后以“四人帮”著称，书中的设计模式也被称為「四人帮设计模式」（Gang of Four design patterns）。
這本書在1994年10月21日首次出版，至2012年3月已經印刷40版。

## 创建范例
创建范例全部是关于如何创建实例的。这组范例可以被划分为两组：类创建范例及对象创建范例。类创建实例在实例化过程中有效的使用类之间的继承关系，对象创建范例则使用代理来完成其任务。
- 抽象工厂 (Abstract Factory)
- 构造器 (Builder Pattern)
- 工厂方法 (Factory Method pattern)
- 原型 (Prototype pattern)
- 單例模式 (Singleton pattern)

## 结构范例
这组范例都是关于类及对象复合关系的。
- 适配器（Adapter pattern）
- 桥接（Bridge pattern）
- 组合（Composite pattern）
- 装饰（Decorator pattern）
- 门面（Facade pattern）
- 享元（Flyweight pattern）
- 代理（Proxy pattern）

## 行为范例
这组范例都是关于对象之间如何通讯的。
- 责任链（Chain-of-responsibility pattern）
- 命令（Command pattern）
- 解释器（Interpreter pattern）
- 迭代器（Iterator pattern）
- 中介者（Mediator pattern）
- 回忆（Memento pattern）
- 观察者（Observer pattern）
- 状态机（State pattern）
- 策略（Strategy pattern）
- 模板方法（Template method pattern）
- 参观者（Visitor）